# Reiszorhinus olsoni
Il reiszorino (Reiszorhinus olsoni) è un rettile estinto, appartenente ai captorinidi. Visse nel Permiano inferiore (circa 285 milioni di anni fa) e i suoi resti fossili sono stati ritrovati in Nordamerica (Texas).

## Descrizione
Questo animale, lungo circa un metro, possedeva un cranio di grosse dimensioni e piuttosto robusto. Si distingueva da altre forme simili, come Labidosaurus e Captorhinus, a causa della presenza di un grande forame di Meckel sulla superficie interna della mandibola. Reiszorhinus possedeva una sola fila di denti lungo i margini di mascella e mandibola, come molti captorinidi primitivi; al contrario della maggior parte di questi ultimi, però, Reiszorhinus era di dimensioni ragguardevoli. Questo animale differiva da altri captorinidi di grandi dimensioni nelle caratteristiche ossa della regione guanciale, non ampie ed espanse.

## Classificazione
Reiszorhinus olsoni è noto resti comprendenti un cranio parziale e una mandibola, rinvenuti nella formazione Waggoner Ranch nel Texas centrosettentrionale. Inizialmente, nel 1917, il fossile venne considerato da S. W. Williston come un esemplare di Labidosaurus hamatus. Solo nel 2010 vennero riconosciute caratteristiche uniche, che distinguevano l'esemplare dagli altri captorinidi e permisero agli studiosi di erigere un genere a sé stante (Sumida et al., 2010). Reiszorhinus è considerato uno dei captorinidi più primitivi, insieme a generi come Romeria, Concordia e Protocaptorhinus.